# نونو گومس (بازیکن فوتبال، زاده ۱۹۷۸)
نونو گومس (انگلیسی: Nuno Gomes؛ زادهٔ ۲۷ سپتامبر ۱۹۷۸) بازیکن فوتبال اهل پرتغال است.
از باشگاه‌هایی که در آن بازی کرده‌است می‌توان به گروه ورزشی شاوش، باشگاه فوتبال فلگوئیراس، باشگاه فوتبال لیریا، باشگاه فوتبال وارزیم، و باشگاه فوتبال اسپورتینگ کوویلیا اشاره کرد.